# 충주 대림산 봉수
충주 대림산 봉수(忠州 大林山 烽燧)는 충청북도 충주시 직동 대림산 정상에 자리하고 있는 봉수터이다. 2019년 2월 1일 충청북도의 기념물 제168호로 지정되었다.

## 개요
충주 대림산 봉수는 대림산 정상에 자리하고 있는 봉수터로 주정산, 것대산 봉수 등과 함께 충북에 남아 있는 23개 내지봉수 중의 하나이다. 대림산 봉수와 더불어 고려시대 몽고항쟁시 승전지인 기념물 제110호인 충주 대림산성이 남아 있다.
봉수는 조선시대 호국군사통신 수단의 모습을 알 수 있는 귀중한 자료로 주정산-대림산-마산-음성 가섭산 방향으로 연결된다. 발굴조사 결과 5기의 연조(烟竈, 봉화를 피우기 위해 설치한 아궁이)와 주거지 등이 찾아졌다.

## 같이 보기
- 충주 주정산 봉수 - 충청북도 기념물 제113호
- 청주 것대산 봉수 - 충청북도 기념물 제26호
- 충주 대림산성 - 충청북도 기념물 제110호

## 참고 문헌
- 충주 대림산 봉수 - 국가유산청 국가유산포털